# Denise Gough
Denise Gough, née le 28 février 1980 à Ennis en Irlande, est une actrice de cinéma et de télévision irlandaise.

## Biographie

### Carrière
Née à Ennis en Irlande, Denise Gough suit une formation de soprano à partir de ses 10 ans jusqu'à ses 15 ans avant de quitter l'Irlande et rejoindre l'Angleterre. Elle est diplômée de l'Academy of Live and Recorded Arts (en) de Londres mais elle peine à percer en tant qu'actrice pendant une dizaine d'années, elle travaille entre-temps comme serveuse ou en gardant des enfants.
En 2017, elle tient le premier rôle de la série Paula.
Denise Gough joue le lieutenant Dedra Meero, superviseure régionale du BSI, dans la série Andor, préquelle du film Rogue One sortie en 2022.

## Filmographie

### Cinéma
- 2007 : Outlanders : Barmaid
- 2010 : The Kid de Nick Moran : Patsy
- 2010 : Robin des Bois de Ridley Scott : La mère du village
- 2014 : The Quiet Roar : Assistante
- 2014 : Jimmy's Hall de Ken Loach : Tess
- 2018 : Juliet, Naked de Jesse Peretz : Gina
- 2018 : Colette de Wash Westmoreland : Mathilde de Morny
- 2019 : Alex, le destin d'un roi de Joe Cornish : Mme Elliot
- 2019 : L'Autre Agneau de Małgorzata Szumowska: Sarah
- 2020 : Vores mand i Amerika : Charlotte Kauffmann
- 2020 : Monday de Argyris Papadimitropoulos : Chloe
- 2021 : Martyrs Lane (en) de Ruth Platt (en) : Sarah

### Télévision
- 2004 : Casualty : Susan Parish
- 2007 : Meurtres à l'anglaise : Christine Faraday
- 2008 : The Shooting of Thomas Hurndall : Michelle
- 2009 : The Bill : Liz O'Halloran
- 2009 : Meurtres en sommeil : Kathleen
- 2010 : Affaires non classées : Danielle Boyce
- 2011 : Holby City : Mona Cadogan
- 2012 : Titanic : De sang et d'acier : Emily Hill
- 2013 : What Remains : Liz Fletcher
- 2013 : Complicit : Lucy
- 2014 : Stella : Collette Jensen
- 2016 : Sous influence : DS Johns
- 2016 : The Fall : Dr. Walden
- 2017 : Guerrilla : Fallon
- 2017 : Paula : Paula
- 2021 : Too Close : Connie Mortensen
- 2022-2025 : Andor : Dedra Meero
- 2022 : Sur ordre de Dieu : Dianna Lafferty
- 2023 : Who Is Erin Carter? (en) : Lena Campbell
- 2025 : The Stolen Girl : Elisa Blix

### Jeux vidéo
- 2013 : Divinity: Dragon Commander : Catherine
- 2015 : The Witcher 3: Wild Hunt : Yennefer de Vengerberg
- 2015 : Dragon Quest Heroes : Le Crépuscule de l'Arbre du Monde : Alina (en)
- 2016 : Dragon Quest Heroes II : Alina